# Romain Baron
Romain Baron (Marcy, 16 aprile 1898 – Nevers, 21 settembre 1985) è stato uno scrittore francese.

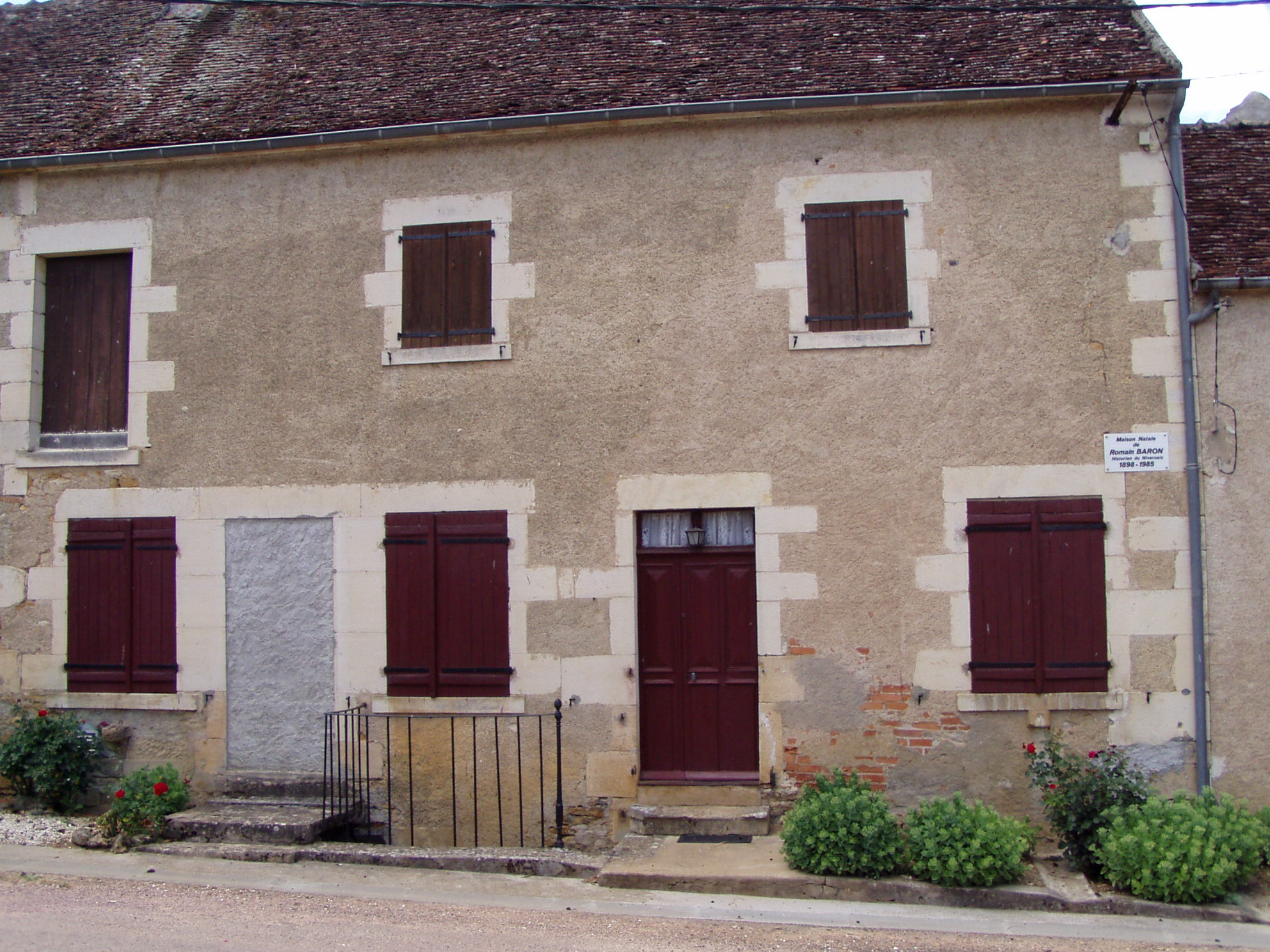
Casa natale di Romain Baron

Tra il 1914 e il 1918, ha preso parte alla prima guerra mondiale, tenendo un diario di guerra.
È stato professore di lingua francese a Rabat in Marocco; tra i suoi allievi si ricorda Mehdi Ben Barka.
È morto a Nevers nel 1985 a causa di un tumore alla ghiandola prostatica.

## Opere
- Les carnets de guerre 1914 - 1918